# Yoann Andreu
Pour les articles homonymes, voir Andreu.
Yoann Andreu, né le 3 mai 1989 à Bourg-en-Bresse, est un footballeur français. Durant sa carrière professionnelle, il évoluait en défense comme latéral droit ou latéral gauche.

## Biographie

### Carrière en club
Après avoir commencé sa formation à l'ASOA Valence, il rejoint le centre de formation des Verts en 2004, à la suite de la mise en faillite du club drômois. Il participe notamment à la finale du championnat de France des moins de 18 ans en juin 2007 et est sélectionné chez les équipes de France jeunes moins de 18 ans puis moins de 19 ans.
À la suite d'une importante vague de blessures et de suspensions qui frappe l'équipe stéphanoise dans la première partie de saison, Alain Perrin l'appelle en équipe première le 22 novembre 2008. Le jeune défenseur latéral fait sa première apparition en pro contre l'OGC Nice. L'ASSE perd (0-1) mais Yoann Andreu joue tout le match.
Et cinq jours plus tard, c'est à Bruges qu'il fait ses débuts en Coupe UEFA. Il joue à nouveau toute la partie et les Verts réalisent un match nul (1-1), qui les qualifie pour les seizièmes de finale.
Fin janvier 2009, le site officiel de l'AS Saint-Étienne annonce que Yoann Andreu vient de signer son premier contrat professionnel, d'une durée de trois ans. Ce contrat a pris effet à partir du 1er juillet 2009. À la mi-juillet 2011, Yoann Andreu est victime d'une rupture des ligaments croisés lors d'un match amical face au FC Istres, il sera indisponible pendant 6 mois.
En août 2012, il signe en faveur du Royal Mouscron-Peruwelz. Il ne reste qu'une saison en Division 2 Belge.
En août 2013, il quitte la Belgique et revient en France au signant au GFC Ajaccio en National. En 2013-2014, le club corse remonte en Ligue 2. L'année suivante, Andreu est l'un des acteurs de la montée historique du GFC Ajaccio en Ligue 1.
Le 26 juin 2015, Yoann Andreu quitte la Corse pour le SCO d'Angers.

### Fin de carrière et reconversion
Le 22 mai 2019, Yoann Andreu annonce la fin de sa carrière professionnelle, à seulement 30 ans, en raison d'une blessure à un genou.
En juin 2021, après un an de formation au CNF Clairefontaine, il est diplômé du DESJEPS mention football. En mai 2022, il est diplômé du certificat d'entraîneur attaquant et défenseur (CEAD), diplôme nouvellement créé et délivré par la FFF.

### Carrière en sélection
Ses excellentes prestations dans les rencontres disputées en club ont attiré l'attention du sélectionneur de l'équipe de France espoir Erick Mombaerts qui l'appela chez les Bleuets le 5 février 2009 pour une rencontre amicale espoir contre la Tunisie.

## Palmarès
Il est finaliste de la Coupe de France en 2017 avec le SCO d'Angers.